# Ghetto Music: The Blueprint of Hip Hop
Ghetto Music: The Blueprint Of Hip Hop – trzeci album nowojorskiej grupy Boogie Down Productions. Album uzyskał status złotej płyty.

## Lista utworów
| #  | Tytuł                            | Autor               | Producent | Wykonawca       |
| -- | -------------------------------- | ------------------- | --------- | --------------- |
| 1  | "The Style You Haven't Done Yet" | L. Parker           | KRS-One   | KRS-One         |
| 2  | "Why Is That?"                   | L. Parker           | KRS-One   | KRS-One         |
| 3  | "The Blueprint"                  | L. Parker           | KRS-One   | KRS-One         |
| 4  | "Jack Of Spades"                 | L. Parker           | KRS-One   | KRS-One         |
| 5  | "Jah Rulez"                      | L. Parker, P. Scott | KRS-One   | KRS-One         |
| 6  | "Breath Control"                 | L. Parker           | KRS-One   | D-Nice, KRS-One |
| 7  | "Who Protects Us From You?"      | L. Parker           | KRS-One   | KRS-One         |
| 8  | "You Must Learn"                 | L. Parker           | KRS-One   | KRS-One         |
| 9  | "Hip Hop Rules"                  | L. Parker           | KRS-One   | KRS-One         |
| 10 | "Bo! Bo! Bo!"                    | L. Parker           | KRS-One   | KRS-One         |
| 11 | "Gimme, Dat, (Woy)"              | L. Parker           | KRS-One   | KRS-One         |
| 12 | "Ghetto Music"                   | L. Parker           | KRS-One   | KRS-One         |
| 13 | "World Peace"                    | L. Parker           | KRS-One   | KRS-One         |

## Single
- You Must Learn
- Jack of Spades
- Why is That?